# Geneviève Serreau
Geneviève Serreau, née Geneviève Monnier le 13 août 1915 à Saint-Trojan-les-Bains sur l'île d'Oléron, et morte le 2 octobre 1981 à Paris, est une femme de théâtre française, également romancière.

## Biographie
Geneviève Serreau débute comme comédienne au théâtre. Puis elle se consacre avec Benno Besson à la traduction en français de diverses œuvres de Bertolt Brecht, dont Mère Courage et ses enfants. En 1966, elle publie aux éditions Gallimard une Histoire du nouveau théâtre. On lui doit de nombreuses mises en scène et adaptations au théâtre, dont Barrage contre le Pacifique, de Marguerite Duras.
En septembre 1960, elle signe le Manifeste des 121, titré « Déclaration sur le droit à l’insoumission dans la guerre d’Algérie ».
Elle fut la collaboratrice de Maurice Nadeau aux Lettres nouvelles,.
Geneviève Serreau fut l'épouse du metteur en scène Jean-Marie Serreau et la mère de Dominique Serreau, Coline Serreau et Nicolas Serreau.

## Œuvres

### Pièces de théâtre
- 1945 : Noël à la roulotte, en 4 tableaux, Paris, À l'enfant poète
- 1946 : Le Marchand d'étoiles, mise en scène Jean-Marie Serreau, Théâtre des Bouffes-du-Nord
- 1951/52 : Catherine Cholet déportée, Lille, Théâtre Populaire de Flandres
- 1955 : Le soldat Bourquin
- 1959 : Le Fondateur
- 1962 : Ressac
- 1971 : 
  - L'Escalier de Silas, mise en scène Michel Peyrelon, Théâtre du Vieux-Colombier
  - Kaspar, le garçon sauvage de Nuremberg, créé au Théâtre de Choisy-le-Roi, le 20 mars 1971
- 1976 : Fabriquer ça, créé au Théâtre de la Tempête le 6 mai 1976
- 1979 : L'Étoile du nord, co-écrit avec Julien Cairol et Alfredo Rodriguez-Arias, créé au Théâtre Montparnasse en février 1979
- 1981 : Tabarin, "archi-farce", co-écrit avec Davis Esrig, Paris, Plasma
- 1982 : Vous avez dit oui ou vous avez dit non ?, créé au Petit Odéon le 9 mars 1982
- 1988 : 24 m3 de silence, créé à Avignon, Festival Off d'Avignon, Condition des Soies le 9 juillet 1988

### Essais
- 1955 : Bertolt Brecht, dramaturge[4]

### Adaptations
- 1960 : Barrage contre le Pacifique de Marguerite Duras, mise en scène Jean-Marie Serreau, Studio des Champs-Élysées ;  Avant-Scène Théâtre 212
- 1978 : Peines de cœur d'une chatte anglaise, adapté de Balzac, créé au Théâtre Montparnasse[5]